# Партия мира и демократии
Партия мира и демократии (ПМД) — (курд. Partiya Aştî û Demokrasiyê, турец. Barış ve Demokrasi Partisi) — левая курдская политическая партия Турции. Придерживается демократических социалистических взглядов. Являясь фактической преемницей Партии демократического общества, основана в 2008 году, в 2014 году преобразована в Демократическую партию регионов. Была тесно связана с Народной демократической партией и Демократической партией народов.

## Общие сведения
Партия мира и демократии — крупнейшая и наиболее влиятельная курдская партия Турции. Будучи политической преемницей запрещённой 11 декабря 2009 года Партии демократического общества, возглавляет администрации 98 городов и районов, из них администрации:
1 мегаполиса,
7 областных центров,
51 районных центров,
39 иных муниципальных образований.

## История
Партия мира и демократии (ПМД) была основана 2 мая 2008 года. В состав 42 учредителей партии вошли Махмут Танзи — адвокат закрытой Партии демократического общества, Джабар Лейгара — бывший глава администрации Баглар от Партии народной демократии (запрещена 13 марта 2003 г.), Джезаир Серин — бывший глава администрации крепости Диярбакыр.
На состоявшихся 29 марта 2009 года местных выборах в Турции, приняв формальное участие, ПМД набрала 0,06 % голосов. В декабре 2009 года, после запрета Партии демократического общества, ПМД обратилась к курдским политическим деятелям с призывом об объединении под эгидой Партии мира и демократии. На состоявшейся 23 декабря 2009 года официальной церемонии вступления в ПМД главы администраций Партии демократического общества (за исключением 4 глав администраций ПДО, на которых судом был наложен запрет на осуществление политической деятельности) приняли членство в Партии мира и демократии.
В ПМД перешли также депутаты Великого национального собрания Турции от запрещённой Партии демократического общества, однако сформировать партийную фракцию Партии мира и демократии удалось лишь 25 декабря 2009 года после того, как к представителям ПМД присоединился независимый депутат от Стамбула Мехмет Уфук Урас, бывший лидер радикальной левой Партии свободы и солидарности.
(Решением Конституционного суда от 4 декабря 2009 года депутатского мандата лишились также 2 депутата Великого национального собрания Турции от Партии демократического общества — Ахмет Тюрк и Айсель Туглук, что привело снижению числа курдских депутатов с 21 до 19. Согласно законодательству Турции партийная фракция в составе Великого национального собрания Турции может быть сформирован не менее чем 20 депутатами, избранными в Парламент).

## Лидеры партии
| # | ФИО                 | Дата избрания      | Дата ухода с поста |
| - | ------------------- | ------------------ | ------------------ |
| 1 | Мустафа Айзит       | 2 мая 2008 г.      | 7 сентября 2008 г. |
| 2 | Демир Челик         | 7 сентября 2008 г. | 1 февраля 2010 г.  |
| 3 | Селахаттин Демирташ | 1 февраля 2010 г.  | 11 апреля 2011 г.  |
| 4 | Хамит Гейлани       | 21 апреля 2011 г.  | 4 сентября 2011 г. |
| 5 | Селахаттин Демирташ | 4 сентября 2011 г. | 11 июля 2014 г.    |

Руководство деятельностью партии осуществляется сопредседателями (2011):
— Селахаттин Демирташ,
— Гюльтан Кышанак.

## Итоги парламентских выборов в Турции (2007)
По итогам парламентских выборов в Турции 2007 году Партия демократического общества, предшественница Партии мира и демократии была представлена в Великом национальном собрании Турции депутатами из 13 областей Курдистана и Турции: Амед (Диярбакыр) 4, Битлис 1, Ван 2, Дерсим (Тунджели) 1, Джоламерг 1, Идыр (Игдыр) 1, Мердин (Мардин) 2, Муш 2, Серт (Сиирт) 1, Стамбул 1, Урфа (Шанлыурфа) 1, Ширнах (Ширнак) 2 и Элих (Батман) 2.

## Итоги парламентских выборов в Турции (2011)
В ходе выборов в Парламент, состоявшихся 12 июня 2011 года, прокурдская Партия мира и демократии провела в Великое национальное собрание Турции 36 депутатов из 17 областей Курдистана и Турции:
| #  | Город     | Курдское название города | Количество избранных депутатов |
| -- | --------- | ------------------------ | ------------------------------ |
| 1  | Агры      | Агири                    | 1                              |
| 2  | Адана     | Адана                    | 1                              |
| 3  | Битлис    | Бедлис                   | 1                              |
| 4  | Бингёль   | Чаулик                   | 1                              |
| 5  | Батман    | Элих                     | 2                              |
| 6  | Ван       | Ван                      | 4                              |
| 7  | Диярбакыр | Амед                     | 6 — 1                          |
| 8  | Игдыр     | Идыр                     | 1                              |
| 9  | Карс      | Карс                     | 1                              |
| 10 | Мардин    | Мердин                   | 3                              |
| 11 | Мерсин    | Мерсин                   | 1                              |
| 12 | Муш       | Муш                      | 2                              |
| 13 | Сиирт     | Серт                     | 1                              |
| 14 | Стамбул   | Стамбул                  | 3                              |
| 15 | Хаккяри   | Джоламерг                | 3                              |
| 16 | Шанлыурфа | Урфа                     | 2                              |
| 17 | Ширнак    | Ширнах                   | 3                              |
|    | Итого     |                          | 36 — 1                         |

Примечание:
1. 21 июня 2011 года Центральная избирательная комиссия лишила содержащегося под стражей депутата ПМД Мехмета Хатипа Диджле депутатского мандата и передала мандат кандидату от правящей в Турции Партии справедливости и развития Ойе Эронат.
2. 6 депутатов Партии мира и демократии, включая М.Хатипа Диджле, содержатся под стражей по обвинению в пособничестве деятельности запрещенной Рабочей партии Курдистана.